# HSBC Guyerzeller Bank

Aktie über 500 Franken der Bank Guyerzeller AG vom 1. März 1930

Die HSBC Guyerzeller Bank AG war eine traditionsreiche Schweizer Privatbank mit Sitz in Zürich und eine Tochtergesellschaft der britischen Bank HSBC. Sie war auf die Vermögensverwaltung spezialisiert und wandte sich hauptsächlich an vermögende Privatkunden.
Die Bank beschäftigte zuletzt rund 360 Mitarbeiter und verfügte über Niederlassungen in Zürich, Genf, Istanbul und Hongkong. Die verwalteten Vermögen beliefen sich per Ende 2007 auf 29 Milliarden Schweizer Franken.
Die Geschichte der Guyerzeller Bank begann im späten 19. Jahrhundert, als der Ingenieur und Schweizer Eisenbahnpionier Adolf Guyer-Zeller mit dem Bau einer Bahnstrecke zum Gipfel der Jungfrau ein ehrgeiziges Projekt in Angriff nahm und zu deren Finanzierung er 1894 die Guyer-Zeller-Bank gründete. Heute führt auf das als „Top of Europe“ bekannte Jungfraujoch eine weltberühmte Zahnradbahn. 
1959 fusionierte die Bank mit der Zurmont Bank, der Schweizer Tochtergesellschaft der Londoner Merchant Bank Samuel Montagu & Co. Zu einem späteren Zeitpunkt erfolgte die Akquisition durch die Midland Bank, wobei sie zum Hauptaktionär avancierte. 1992 wurde die Hauptaktionärin, die Midland Bank, von der HSBC Holdings Plc übernommen. Damit wurde die Guyerzeller Bank AG Mitglied der HSBC-Gruppe.
Die Bank wurde 1999 in HSBC Guyerzeller Bank AG umbenannt, blieb aber auch nach der 2001 erfolgten Reorganisation der übrigen Schweizer Private Banking Aktivitäten der HSBC operativ unabhängig. Im März 2008 wurde beschlossen, die HSBC Guyerzeller Bank AG in die HSBC Private Bank (Suisse) SA zu integrieren. Die HSBC Guyerzeller Bank wurde auf den 31. März 2009 aufgelöst, die Bankenlizenz zurückzugeben und die Aktivitäten von der HSBC Private Bank (Suisse) übernommen.